# Muleta

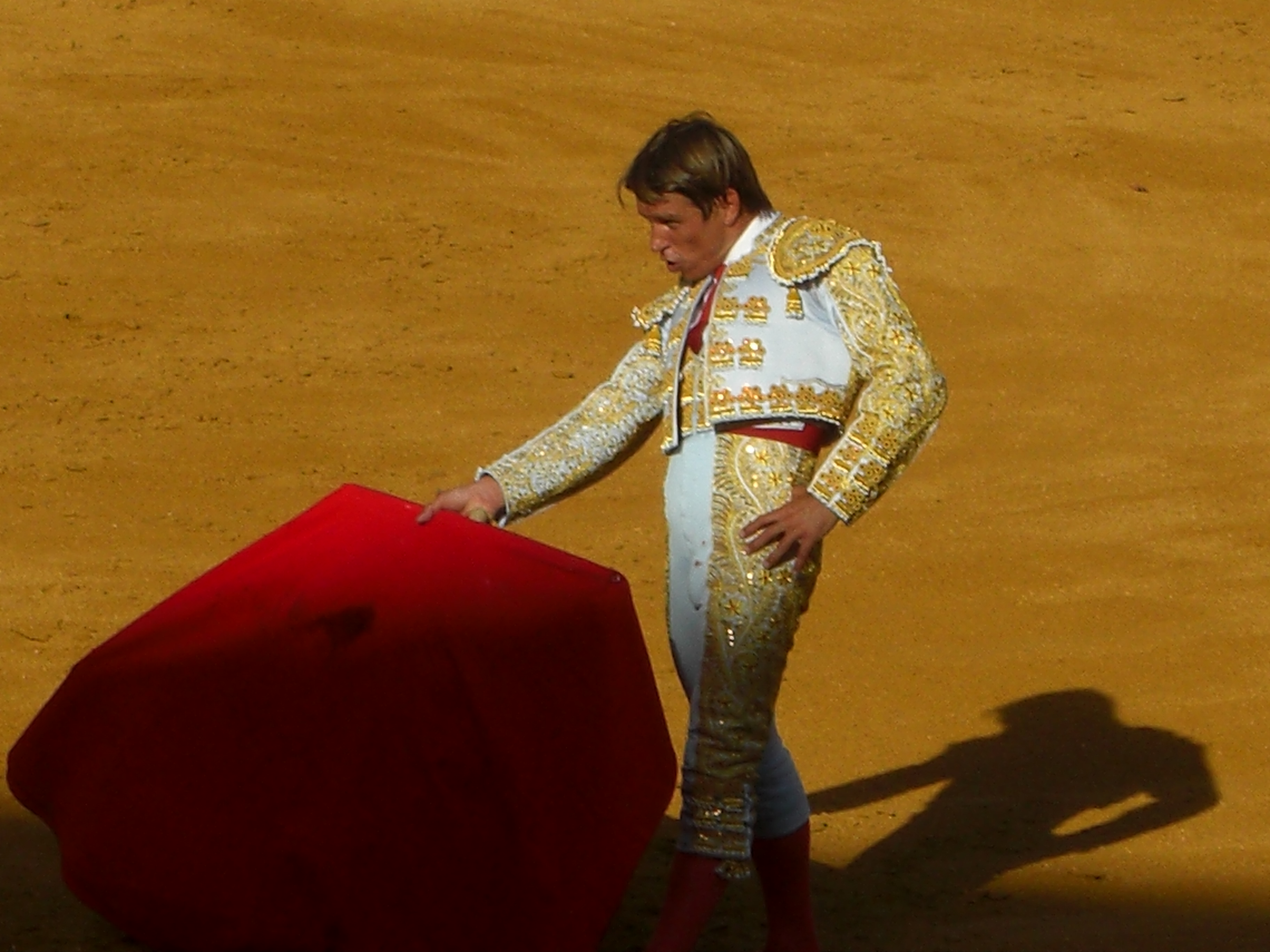
Matador z muletą

Muleta – kawałek czerwonej materii przymocowanej do krótkiej pałeczki, używany podczas korridy, czyli walki z bykiem. Matador w czasie faeny używa mulety zamiast peleryny, drażniąc tym byka.